# Métaphysique du bonheur réel
Métaphysique du bonheur réel est un court essai du philosophe français Alain Badiou, publié aux éditions PUF en janvier 2015.
En introduction l'auteur précise son propos : Les tâches de la philosophie, la métaphysique du bonheur, et les projets personnels de l'auteur concernant la philosophie.
Quatre chapitres : 
- Philosophie et désir de philosophie,
- Philosophie et antiphilosophie à l'épreuve du bonheur,
- Pour être heureux, faut-il changer le monde ?
- Destination et affects de la philosophie.

Il donne en conclusion les vingt-et-une définitions du bonheur qui scandent son cheminement philosophique. 

## Contenu

### Introduction
C'est l'occasion pour l'auteur de préciser la genèse de l’œuvre et son état d'esprit au moment de cette création. 
Il y rappelle ses maîtres principaux en philosophie comme Platon, Descartes, Spinoza, Pascal, Hegel, Kierkegaard et aussi des poètes et des scientifiques.
« En somme, toute philosophie, même et surtout si elle est étayée par des savoirs scientifiques complexes, des œuvres d'art novatrices, des politiques révolutionnaires, des amours intenses, est une métaphysique du bonheur, ou bien elle ne vaut pas une heure de peine ».
Il se positionne comme un des « philosophes que rebutent toutes les formes du scepticisme, du cynisme, du relativisme et de la vaine ironie du non-dupe [.]. Ce qui suit donne ma propre vision de cette certitude, et je le fais en quatre temps [chapitres résumés ci-après] ».

### Philosophie et désir de philosophie
L'auteur précise l'intérêt de la philosophie et notamment ce qui peut motiver un sujet humain à nourrir en lui le désir de philosophie.

### Philosophie et antiphilosophie à l'épreuve du bonheur
« La philosophie est [.] une révolte logique, [.] la combinaison d'un désir de révolution [.] et d'une exigence de rationalité ».
Ce chapitre est aussi pour l'auteur l'occasion de  parler de « l'antiphilosophie, illustrée par toute une pléiade de brillants écrivains, généralement sceptiques, comme Pascal, Rousseau, Kierkegaard, Nietzsche, Wittgenstein, Lacan qui sont portés vers l'idée de la grande valeur du sacrifice, même inutile ».

### Pour être heureux, faut-il changer le monde?
« Il ne faut pas, assis dans ta chambre, interpréter le monde, il faut le transformer. Alors je me demande ce que veut dire "changer le monde" et donc trouver le sens profond des trois mots "comment", "changer", "monde" ».
Il démontre ensuite « Comment changer le monde? en étant heureux ».

### Destination et affects de la philosophie
L'auteur fait le point sur la situation de son œuvre :
- Les étapes antérieures de son travail : Théorie du sujet, 1982, L’Être et l’Événement, 1988, tome 1 de sa trilogie, et Logiques des mondes, 2006, tome 2 de sa trilogie,
- Le travail en cours sur les problèmes philosophiques en suspens,
- L'ouvrage en préparation, troisième tome de sa trilogie : L'immanence des vérités.